# 독일어 병렬 생략
독일어 병렬생략(Koordinationsellipse 혹은 Koordinationsreduktion)은 통사론(Syntax)의 한 개념이다.

## 정의
병렬생략에 있어, 중문(重文, Satzreihe)이 있고, 두 주절(Hauptsatz)은 'und'와 같은 하나의 연결어(Konjunktor, 접속사나 접속부사와 같이 문장과 문장을 연결해 주는 단어나 구)를 통해 연결된다.
- Fritz baut ein Haus und Fritz pflanzt einen Baum.(프리츠는 집 하나를 짓고 프리츠는 나무 하나를 심는다.)
- Fritz baut ein Haus und pflanzt einen Baum.(프리츠는 집을 하나 짓고 나무 하나를 심는다.)

두 문장에서 주어는 'Fritz'를 통해 구체화된다. 두번째 예문에서 주어는 두번째 부분에서는 모습을 드러내지 않고 생략되었으며, 첫번째 주절을 보고 두번째 주절의 주어가 누구인지 알 수 있다.
두덴문법사전(Duden-Grammatik)에 규칙이 명시된 것은, 하나의 정렬된 문장으로 정통이라는 것이며 동종의 정통적인 요소(Bestandteil)는 생략되는 것이다. 다른 접속부(Konjunkt, 다른 문장요소와 함께 나올 수 있는 문장 부분)에서 또한 미리 나오는 그 부분이 다시 언급될 때, 문체상 대체로 품위 있는 것은 아니다.

## 생략의 구두법
병렬생략의 가장 중요한 종류 두 개는 공소화변형(Gapping)과 좌변삭제(Linkstilgung)이다.

### 공소화변형
공소화변형(空所化變形, Gapping)은 반복된 동사를 삭제하는 규칙으로, 정동사(finite Verb)와 두번째 접속부 그 이외 부분을 삭제한다.
- Max soll die Katze füttern und Marie den Hund ausführen. (막스는 고양이에게 먹이를 줘야 하고 마리는 개를 데리고 나가야 한다.)
- Max soll die Katze füttern und Marie [soll] den Hund ausführen. (조동사 soll 생략)

- Soll Max den Hund füttern und Moritz die Katze? (막스는 개에게 먹이를 줘야 하고 모리츠는 고양이에게?)
- Soll Max den Hund füttern und [soll] Moritz die Katze [füttern]? (막스는 개에게 먹이를 줘야하고 모리츠는 고양이에게 (먹이를 줘야 하나)?)

- Max soll den Hund mit Schokolade gefüttert haben und Moritz mit Sahne. (막스는 개에게 초콜릿을 먹여야 했고, 모리츠는 크림을)

a) Max soll den Hund mit Schokolade gefüttert haben und Moritz [soll den Hund] mit Sahne [gefüttert haben]. a) 막스는 개에게 초콜릿을 먹여야 했고, 모리츠는 [개에게] 크림을 [먹여야 했다].
b) Max soll den Hund mit Schokolade gefüttert haben und [Max soll] Moritz mit Sahne [gefüttert haben]. b) 막스는 개에게 초콜릿을 먹여야 했고, [막스는] 모리츠에게 크림을 [먹여야 했다].
이와 관련하여, 세번째 예문에서 두 개의 상이한 의미의 가능성이 있음을 볼 수 있다.
흥미롭게도 공소화변형에서 삭제된 정동사는 첫번째 접속부에서 삭제되지 않은 정동사와 같은 형태를 갖는 것을 필요로 하지 않는다.
Interessanterweise wird beim Gapping nicht verlangt, dass das getilgte finite Verb dieselbe Form hat wie das nicht getilgte im ersten Konjunkt.
- Ich soll die Katze füttern und du den Hund.(나는 고양이에게 먹이를 주어야 하고, 너는 개에게)
- Ich soll die Katze füttern und du [sollst] den Hund [füttern].(나는 고양이에게 먹이를 주어야 하고(soll) 너는 개에게 [먹이를 주어야 한다(sollst)].)

### 좌변삭제
(두번째 접속부의) 좌변삭제(Linkstilgung) 혹은 우변생략(rechtsperiphere Elision, 영 Right Node Raising)은 첫번째 접속부의 우변에 있는 원료가 생략된다.
- Sie ist hin und er ist zurückgefahren.(그녀는 차를 타고 떠나(갔고), 그는 차를 타고 돌아왔다.)
- Sie ist hin[-gefahren] und er ist zurückgefahren.

- Max soll den Hund und Moritz die Katze füttern.(막스는 개에게, 모리츠는 고양이에게 먹이를 줘야 한다.)
- Max soll den Hund [füttern] und Moritz [soll] die Katze füttern.(막스는 개애게 [먹이를 줘야 하고] 모리츠는 고양이에게 먹이를 [줘야 한]다.)

- Leon sucht und findet seinen Schlüssel.(레온은 찾았고 열쇠를 발견했다.)
- Leon sucht [seinen Schlüssel] und [Leon] findet seinen Schlüssel. (레온은 [열쇠를] 찾았고 [레온은] 열쇠를 발견했다.)

마지막 예시에서 볼 수 있듯, 공소화변형과 연결삭제는 조합할 수 있다.
공소화변형에서처럼 연결삭제에서도 형태상 일치가 반드시 필요한지 여부는, 전문서적에서 다양하게 볼 수 있다.
- Weil ich die Katze und du den Hund streicheln willst, … (내가 고양이를 너는 개를 쓰다듬고 싶기 때문에)
- Weil ich die Katze streicheln [will] und du den Hund streicheln willst, … (내가 고양이를 쓰다듬고 [싶고] 너는 개를 쓰다듬고 싶기 때문에)

### 우변생략
문장은 마치 좌변생략(Linkstilgung) 즉 우변생략(Rechtstilgung)에 해당하는 것이 있는 것처럼 보인다. 즉 두번째 접속부의 왼쪽 가에 생략이 이뤄진다는 것이다. 다음 문장은 그에 대한 하나의 예시이다.
- Da einige die Sache nicht ernst nehmen und sich mit anderem beschäftigen, höre ich auf.(그때 몇몇은 그 일을 진지하게 받아들이지 않으며, 다른 것에 몰두하고, 나는 거기에 귀를 기울인다.)
- Da einige die Sache nicht ernst nehmen und da einige sich mit anderem beschäftigen, höre ich auf.(그때 몇몇은 그 일을 진지하게 받아들이지 않으며, 그때 몇몇은 다른 것에 몰두하고, 나는 거기에 귀를 기울인다.)

그러나 이 문장은 내용상 일치하지 않는다는 것이 정확한 분석을 보여준다. 첫번째 문장에서 두 접속부에 있는 einige를 통해 같은 하나의 집단(Personengruppe)임을 의도하고 있지만, 두번째 문장에서는 여러 집단이 있을 가능성이 있다.

## 같은 주어와의 병렬생략
하나의 이어진 문장은, 그것을 통해 그에 있어 두 문장과 '하나의 주어(einem Subjekt)'은 연결된다는 것이 두드러진다. 두번째 주어가 생략되고, 동시에 같은 단어군이 같은 단어형태에 관한 것이어서, 관계는 명백하게 된다는 것은 문제가 되지 않는다. 첫번째 문장이 역문장구성(inverser Satzbau)을 가지면, 주어내부생략(Subjektbinnenellipse)에 대해 말한다.

## 참고문헌
- Jürgen Pafel: Einführung in die Syntax, Grundlagen – Strukturen – Theorien. J. B. Metzler.

## 같이 보기
- V1 어순
- 겸자구조
- 독일어
- 독일어 관사
- 독일어 대명사
- 독일어 동사
- 독일어 동사활용
- 독일어 명사
- 독일어 명사화
- 독일어 문법
- 독일어 문장 구조
- 독일어 문장 유형
- 독일어 발음
- 독일어 병렬 생략
- 독일어 부사구
- 독일어 불변화사 목록(1996년 정서법 개정안)
- 독일어 양태불변화사
- 독일어 접두사동사 및 불변화사동사
- 독일어 접속법
- 독일어 정서법
- 독일어 주어 내부 생략
- 독일어 태
- 독일어 형용사
- 독일어 환치사